# آلان أمبروسينو
آلان أمبروسينو (بالفرنسية: Alain Ambrosino)‏ مواليد 15 يونيو 1951 في المغرب، هو سائق راليات فرنسي بدأ مسيرته في سنة 1974. تنافس في بطولة العالم للراليات. فاز بـ سباق رالي واحد. صعد على المنصة 3 مرات خلال مسيرته.

## روابط خارجية
- آلان أمبروسينو على موقع Rallye-info.com (الإنجليزية)
- آلان أمبروسينو على موقع eWRC-results.com (الإنجليزية)